# Töttös
Töttös is een plaats (község) en gemeente in het Hongaarse comitaat Baranya. Töttös telt 618 inwoners (2001).